# Florian Schneider
Florian Schneider, all'anagrafe Florian Schneider-Esleben (Öhningen, 7 aprile 1947 – Düsseldorf, 21 aprile 2020), è stato un musicista e polistrumentista tedesco. Assieme all'amico Ralf Hütter fu membro fondatore della band di musica elettronica Kraftwerk.

## Biografia
Nato a Öhningen, nell'estremo sud della Germania, la sua famiglia si trasferì a Düsseldorf quando aveva due anni. Qui, negli anni '60, Schneider studiò flauto traverso in conservatorio e fondò i Kraftwerk assieme a Hütter nel 1970, dopo un'esperienza nella band krautrock chiamata Organisation, con cui incisero anche un album.
Da sempre attivo nella composizione dei brani e nella produzione degli album, nei primi tre album della band Schneider suonò il flauto, suo strumento principale, il violino e occasionalmente anche le percussioni. A partire dal 1973, con l'album Ralf & Florian, Schneider utilizzò il sintetizzatore, divenuto poi preponderante già dopo l'uscita dell'album seguente.
A proposito di questa circostanza Schneider dichiarò:
Definito da Ralf Hütter in un'intervista "feticista del suono", Schneider si servì nel tempo di diverse tecniche per suonare il sintetizzatore, comandandolo inizialmente mediante un flauto elettronico (e-flute) ideato da lui stesso e realizzato dal geniale Peter Bollig, fino ad utilizzare, grazie all'avvento dei computer, i sequencer virtuali, primo fra tutti il Cubase. Oltre a suonare i sintetizzatori, Schneider contribuì come cantante secondario in alcuni brani, filtrando la propria voce col vocoder. Wolfgang Flür ha definito Schneider "più un mago dell'elettronica che un tastierista".
Il suo ruolo iniziale nel gruppo era quello di "spalla" del leader Ralf Hütter, anche se in pieno sodalizio compositivo con il compagno. Con il passaggio dei Kraftwerk verso sonorità più melodiche ed Electro Pop, il suo contributo musicale e compositivo, seppur sempre presente e fondamentale per il gruppo, è divenuto più "marginale". La svolta più melodica dei Kraftwerk fu influenzata, oltre che dal passare degli anni e dei generi, dal grande senso melodico delle idee compositive di Karl Bartos, il quale infatti divenne principale autore musicale dei brani insieme a Hütter. Tuttavia, come già detto, il suo ruolo rimase sempre fondamentale nella band: il suo contributo con suoni elettronici e sperimentali rimarrà sempre parte integrante nel loro sound, anche nelle composizioni più "pop".
Schneider fu l'unico musicista a non aver mai lasciato i Kraftwerk, infatti lo stesso Hütter aveva abbandonato il gruppo per un breve periodo tra il 1970 e il 1971, fino al 2008  quando, durante alcuni concerti intrapresi nel corso dell'anno, era stato sostituito dal video operatore Stefan Pfaffe.
Nel 2015 pubblicò da solista il singolo Stop Plastic Pollution.
Dopo una breve lotta contro il cancro, Schneider è morto il 21 aprile 2020 all'età di 73 anni.

## Vita privata
Così come per il suo ex compagno Ralf Hutter, anche della vita privata di Schneider si sa ben poco. Ha una figlia nata tra il 1994 e il 1995, probabilmente era sposato o aveva una compagna. Aveva una sorella minore, Claudia, la quale fu la prima ad annunciare la scomparsa del fratello. Non si sa se avesse altri fratelli o sorelle.
Seppur estremamente timido e riservato come l'ex compagno Ralf Hütter, ha concesso qualche video-intervista in più, ed era noto per avere sempre un grande senso dell'umorismo, il che non lo rendeva quasi mai "serio".

## Discografia

### Discografia con i Kraftwerk

#### Album in studio
- 1970 - Kraftwerk
- 1971 - Kraftwerk 2
- 1973 - Ralf & Florian
- 1974 - Autobahn
- 1975 - Radio-Aktivität
- 1977 - Trans Europa Express
- 1978 - Die Mensch Maschine
- 1981 - Computerwelt
- 1986 - Electric Café
- 1991 - The Mix
- 2003 - Tour de France Soundtracks
- 2005 - Minimum-Maximum

### Discografia solista

#### Singoli
- 2015 - Stop Plastic Pollution

## Omaggi
- Nel 1977 David Bowie ha dedicato a Florian Schneider il brano V-2 Schneider, che considerava una delle sue più significative influenze all'epoca.[13][14] Il brano è stato pubblicato nell'album "Heroes" dello stesso anno e come lato B del singolo "Heroes".